# RuneScape
RuneScape je brezplačna (nekatere vsebine so plačljive) 3D igra za množico igralcev, ki jo je 4. januarja 2001 izdal Jagex Ltd.
Najbolj privlačna je za mlajšo generacijo. Večina igralcev je starih od 15 do 40 let. Igra je postavljena v srednjeveški domišljijski svet, ki je podoben Guild wars ali EverQuest. Igralec ustvari svojega navideznega dvojnika, s katerim izboljšuje veščine, opravlja različne naloge, pri tem pa lahko svoje dosežke primerja z igralci, ki so se skupaj z njim uvrstili na lestvico najboljših.
RuneScape igra skupno več kot 10.000.000 igralcev - včasih tudi 200.000 ali več hkrati, ki uporablja 169 svetov (171, če štejemo še 2 svetova RuneScape Classic in 2 svetova v nemščini), ki se nahajajo na strežnikih v ZDA, Združenem kraljestvu, Kanadi, Avstraliji, na Švedskem, na Finskem, V Braziliji, Na Danskem, V Belgiji, V Mehiki, Na Irskem in na Nizozemskem, zaradi česar RuneScape postaja najbolj priljubljena MMORPG igra na svetu. RuneScape tedensko izboljšujejo in nadgrajuejo. Igra se lahko preko uradnega programa za računalnike ali pa preko aplikacije na mobilnih telefonih Android ali iOS.

## Zgodovina in izboljševanje

### Prva različica
Igro je začel razvijati en sam človek (Andrew Gower), ki je začel delati na originalni igri leta 1998. Ta različica se je zelo razlikovala od današnje. Imela je izometrično perspektivo in imenovala se je DeviousMUD. Ta verzija ni nikoli bila javno izdana (sedaj se igra DeviousMUd lahko igra na nekaterih spletnih straneh ali pa se po krajšem prenosu lahko igra tudi na PC-ju)

### Druga različica
Razvijalec je opustil prvo različico in začel popolno obnovo leta 1999. Ta različica je bila podobna prvi po grafiki in imenu. Javno izdana je bila za približno en teden, vendar je bila spet umaknjena.

### Tretja različica
Izboljševalec se je oktobra 1999 odločil podpreti pravi 3D. Tokrat je izometrično perspektivo zamenjala prava 3D grafika.
Igra se je preimenovala v RuneScape in javnosti je bila predstavljena 5. januarja 2001. Ta verzija še zmeraj obstaja in je znana pod imenom RuneScape Classic.
Decembra 2001 so ustanovili Jagex Ltd., podjetje, ki je lastnik igre RuneScape in vseh tehnologij, ki so povezane z njim. Andrew se je pridružil Jagexu kot vodja razvoja.

### Začetek članstva (RuneScape Membership)
27. februarja 2002 je Jagex ponudil sistem članstva. Ta omogoča igralcem, da za mesečno plačilo včlanijo in tako dobijo dostop do novih nalog, veščin in dodatkov.

### Četrta različica
Jagex je naredil še eno celovito prenovo. Od takrat je grafika samo 3D.
Brezplačna verzija RuneScape Classic je bila odstranjena 3. avgusta 2005 zaradi prevelikih kršenj pravil, česar niso mogli ustaviti. Zdaj lahko RuneScape Classic igrajo samo naročniki. 26. septembra 2005 so spletišče RuneScape izboljšali, da je bolj pregledno in varno.

### Nemška različica
14. februarja je Jagex odprl nemški Runescape, ki je najprej bil na voljo le povabljenim uporabnikom iz nemškogovorečih držav. Ti igralci so pomagali odpraviti zadnje napake v igri in tako so 7. marca odprli nemški Runescape vsem uporabnikom, ki znajo nemško oz. se ta jezik učijo. Trenutno so na voljo le 4 svetovi in sicer dva za člane in dva za navadne igralce.

### Francoska različica
11. decembra 2008 se je Jagex odločil, da bo izdal tudi Runescape v francoskem jeziku. Za igranje v francoskem jeziku so na voljo trije svetovi (dva nečlanska in eden članski), dodatne vsebine pa so napovedane.

### High Definition
Jagex je 1 julija 2008 predstavil celotno grafično izboljšavo in podporo celozaslonskega načina, a le za člane. 14 julija je bil HD dostopen tudi navadnim igralcem (celozaslonski način je ostal samo za člane). Od prvega avgusta je na voljo okno po meri (»resizeable game window«) ki se pomanjšuje in povečuje glede na velikost brskalnika, tako da si zdaj lahko tudi navadni igralci ustvarijo skoraj celozaslonski način, saj lahko tudi blokira in skrči reklame (kar je sicer proti pravilom) in menijsko vrstico z ustreznimi firefoxovimi dodatki.

## Veščine v RuneScape-u
| Ime (Slovensko)     | Ime (Angleško) | Samo za člane (Member only) |
| ------------------- | -------------- | --------------------------- |
| Napad               | Attack         | Ne                          |
| Življenjske točke   | Constitution   | Ne                          |
| Rudarstvo           | Mining         | Ne                          |
| Jakost              | Strength       | Ne                          |
| Gibčnost            | Agility        | Da                          |
| Kovaštvo            | Smithing       | Ne                          |
| Obramba             | Defence        | Ne                          |
| Zeliščarstvo        | Herblore       | Da                          |
| Ribarjenje          | Fishing        | Ne                          |
| Lokostrelstvo       | Ranged         | Ne                          |
| Kraja               | Thieving       | Da                          |
| Kuhanje             | Cooking        | Ne                          |
| Molitev             | Prayer         | Ne                          |
| Ročna dela          | Crafting       | Ne                          |
| Pripravljanje ognja | Firemaking     | Ne                          |
| Čarovništvo         | Magic          | Ne                          |
| Rezbarjenje         | Fletching      | Da                          |
| Gozdarstvo          | Woodcutting    | Ne                          |
| Izdelovanje run     | Runecrafting   | Ne                          |
| Klanje              | Slayer         | Da                          |
| Kmetovanje          | Farming        | Da                          |
| Gradnja             | Construction   | Da                          |
| Lov                 | Hunter         | Da                          |
| Priklicovanje       | Summoning      | Da                          |
| Raziskovanje ječ    | Dungeoneering  | Ne                          |
| Prerokovanje        | Divination     | Da                          |
| Izumljanje          | Invention      | Da                          |

## Bojevanje
Bojevanje je v igri najbolj pomembna veščina, saj je ključna pri opravljanju nalog in bojevanju s soigralci. Igralci so razvrščeni glede na stopnjo veščine bojevanja.
Bojevanje se določi glede na stopnje veščin življenjskih točk (Constitution), napada (Attack), obrambe (Defence), moči (Strength), molitve (Prayer), priklicovanja (Summoning - samo za člane), lokostrelstva (Ranging) in čarodejstva (Magic). Glede na to se določa poklic viteza, lokostrelca ali čarovnika. Iz tega izhaja tudi borbeni trikotnik.
V borbenem trikotniku so vitezi najbolj uspešni v boju z lokostrelci, saj imajo ti šibek oklep. Čarovniki najlažje premagajo viteze, ker viteški oklep ne nudi zaščite proti čarovniškim urokom. Lokostrelci so nevarni za čarovnike, ker imajo čarovniki zelo slabo obrambo proti lokostrelcem.

### Viteštvo
Viteštvo je najosnovnejši poklic. Izkušnje se povečujejo z bojevanjem. Vitezu pomembne veščine so napad (Attack), moč (Strength) in obramba (Defence). Veščina napada omogoča bolj natančen zadetek, veščina moči zagotavlja močnejši udarec, veščina obrambe pa veča možnost ubranitve nasprotnikovega udarca. Raven obrambe vpliva tudi na možnost izognitve udarca pri lokostrelcih in čarovnikih. Večja raven napada omogoča uporabo boljših orožij, večja raven obrambe pa uporabo boljših oklepov in ščitov.

### Lokostrelstvo
Lokostrelci uporabljajo lok in puščice, lahko pa tudi samostrel, člani pa lahko mečejo nože, sekire in sulice. Višja raven lokostrelstva omogoča bolj natančen in močnejši zadetek tarče. Pomemben je tudi material, iz katerega so narejene puščice in lok oz. samostrel. Treniranje lokostrelstva je lažje za člane, ker lahko ti uporabljajo naprednejšo opremo. Nekaj puščic se lahko v boju izgubijo, ohranjene pa se lahko po boju poberejo.

### Čarovništvo
Za izvajanje čarovniških urokov je potrebno imeti posebne kamne, imenovane runes. Večja raven čarovništva omogoča uporabo boljših urokov ter večjo natančnost in moč že znanih urokov. Uroki se delijo v štiri kategorije: Napadalni uroki, teleporti, uporabni uroki(Miscellaneous spells) ter veščinski uroki(skill spells). Pri napadalnih urokih večja raven čarovništva zvišuje natančnost in moč. Za teleporte, ter uporabne in veščinske uroke pa raven čarovništva nima učinka(potrebno je imeti le zadostno raven za izvedbo).